# Comuna Ivanne, Dubno
Ivanne (în ucraineană Іванне) este o comună în raionul Dubno, regiunea Rivne, Ucraina, formată din satele Bortnîțea, Ivanne (reședința), Kleșciîha, Krîvuha și Zelene.

## Demografie
Componența lingvistică a comunei Ivanne
     Ucraineană (99,38%)
     Alte limbi (0,57%)
Conform recensământului din 2001, majoritatea populației comunei Ivanne era vorbitoare de ucraineană (99,38%), existând în minoritate și vorbitori de alte limbi.